# Филофей (Лещинский)
Митрополи́т Филофе́й (в схиме — Фео́дор; 1650, Кролевец — 31 мая 1727, Тюмень) — епископ Русской церкви, с 1702 года митрополит Сибирский и Тобольский.
Канонизирован как святитель, память совершается в составе Собора Сибирских святых 10 (23) июня.

## Биография
Фёдор Лещинский родился в малороссийской дворянской семье приблизительно в 1650 году. Указание некоторыми современными авторами в качестве его родителей великого коронного подскарбия и коронного подканцлера Богуслава Лещинского и Анны фон Дёнхоф, а также крестильного имени Рафаил представляет собой мистификацию. Сын потомственных католиков, представителей правящей элиты Польши, не мог поступить в православную бурсу, а затем служить простым священником в православном приходе, да и в родословных Лещинских такое лицо не отмечено.
Воспитание и образование получил в Киево-Могилянской академии. По окончании обучения вступил в брак и несколько лет служил приходским священником, но, овдовев, поступил в Киево-Печерскую лавру, где постригся в монашество. «За редкое благочестие, особую опытность и распорядительность в делах» через некоторое время был избран экономом лавры. Впоследствии был возведён на пост наместника Брянско-Свенского монастыря со званием, по одним сведениям, архимандрита, а по другим — строителя, при этом от обязанностей эконома лавры освобождён не был.
Во исполнение указа царя Петра I от 18 июня 1700 года был посвящён 4 января 1702 года в Великом Новгороде в митрополита Тобольского и Сибирского и направлен в Тобольск вместе с несколькими учёными монахами. Хиротонию совершали митрополит Стефан (Яворский), святитель Димитрий Ростовский и митрополит Лаодикийский Парфений Небоза.
Тобольская митрополия на тот момент простиралась с запада на восток от Уральских гор до Тихого океана и с севера на юг от Северного Ледовитого океана до Киргизских степей и Даурии (от Байкала до Нерчинска). Таким образом, протяжённость вверенной Филофею епархии составляла порядка 10 000 вёрст в длину и 3000 в ширину (отдельная епархия для Восточной Сибири была учреждена лишь в 1721 году, по окончательном удалении Филофея Лещинского в отставку). Все функции управления он, за исключением краткого периода с 1707 по 1714 годы, осуществлял лично без помощников (в силу их отсутствия).
В 1703 году Филофей Лещинский добился от Петра I разрешения на открытие в Тобольске первой в Сибири Славяно-русской приходской школы (на тот момент подобные школы существовали только в Киеве, Москве, Чернигове и Ростове).
К 1704 году Филофей расширил Софийский собор в Тобольске, а в самом соборе создал резной иконостас на испрошенную у Петра I тысячу рублей. В том же году Филофей Лещинский основал первый церковный хор из сосланных в Сибирь казаков.
С 1705 года Филофей Лещинский начал распространение православия в Сибири — направил под начальством архимандрита Мартина первую миссию на Камчатку, однако это начинание не было успешным в силу враждебности населения к казакам. В 1706 году по указу царя Филофей направил миссионеров для крещения остяцких племён, однако и в этом случае особых успехов не было.
С 1711 по 1715 год, приняв схиму, Филофей, будучи на седьмом десятке лет, лично занимался миссионерской деятельностью среди нехристианских племён епархии, последовательно уничтожая предметы языческих культов и проповедуя православие, в чём весьма преуспел.
В 1715 году в связи со смертью Иоанна Тобольского на Филофея царским указом вновь были возложены обязанности по управлению епархией. Повинуясь воле царя, в 1717 году Филофей вернулся в Тобольск, однако не отошёл от миссионерских дел и лично крестил несколько остяцких племён.
Филофей управлял епархией до 1720 года, когда был нехотя отпущен Петром I на пенсию. С этого момента и до конца жизни владыка продолжал проповедовать православие.
Филофей Лещинский скончался 31 мая 1727 года в тюменском Троицком монастыре, где и был похоронен напротив входа в собор, «дабы, как гласит завещание, мимоходящие попирали прах ногами». Позднее над его могилой было устроено мраморное надгробие и помещён его портрет.

## Результаты деятельности
За 25-летний период пребывания Филофея Лещинского митрополитом Тобольским количество церквей в Сибири возросло со 160 до 448, в строительстве 37 из них он принимал личное участие.
Лещинский восстановил (построил) в камне уничтоженный пожаром Свято-Троицкий монастырь в Тюмени (первый каменный монастырь в Сибири), для чего испросил у Петра I специальное разрешение, так как в тот момент строительство каменных сооружений в России за пределами Санкт-Петербурга было строжайше запрещено царским указом под страхом конфискации и каторги.
Стараниями Лещинского православной церкви были выделены значительные земли в Сибири для улучшения её экономического положения и сняты многие бюрократические препоны, мешавшие свободному передвижению духовенства при проездах по Сибири.

## Памятник
В Тюмени установлен памятник Филофею Лещинскому, созданный Творческо-производственным объединением «Екатеринбургский художественный фонд» в 2007 году (авторский коллектив: С. Титлинов, Л. Пузаков, А. Медведев). Митрополит Филофей Лещинский изображен в парадных одеждах в момент своего служения, выражен активный, решительный характер проповедника и просветителя. В скульптурной группе также изображены остяки и вогулы в национальных одеждах. Памятник просветителю в виде скульптурной группы с народами Сибири установлен недалеко от Свято-Троицкого мужского монастыря г. Тюмени, где завещал похоронить себя митрополит Филофей, здесь хранятся его мощи.

## Образ в художественной литературе
Филофей — один из главных персонажей в романе А. В. Иванова «Тобол» (2017).